# Liste der Baudenkmale in Dörpen
In der Liste der Baudenkmale in Dörpen sind alle Baudenkmale der niedersächsischen Gemeinde Dörpen aufgelistet. Die Quelle der Baudenkmale ist der Denkmalatlas Niedersachsen. Der Stand der Liste ist der 14. Dezember 2020.

## Allgemein
In den Spalten befinden sich folgende Informationen:
- Lage: die Adresse des Baudenkmales und die geographischen Koordinaten. Kartenansicht, um Koordinaten zu setzen. In der Kartenansicht sind Baudenkmale ohne Koordinaten mit einem roten Marker dargestellt und können in der Karte gesetzt werden. Baudenkmale ohne Bild sind mit einem blauen Marker gekennzeichnet, Baudenkmale mit Bild mit einem grünen Marker.
- Bezeichnung: Bezeichnung des Baudenkmales
- Beschreibung: die Beschreibung des Baudenkmales. Unter § 3 Abs. 2 NDSchG werden Einzeldenkmale und unter § 3 Abs. 3 NDSchG Gruppen baulicher Anlagen und deren Bestandteile ausgewiesen.
- ID: die Objekt-ID des Baudenkmales
- Bild: ein Bild des Baudenkmales, ggf. zusätzlich mit einem Link zu weiteren Fotos des Baudenkmals im Medienarchiv Wikimedia Commons. Wenn man auf das Kamerasymbol klickt, können Fotos zu Baudenkmalen aus dieser Liste hochgeladen werden:

## Dörpen

### Gruppe: Bahnhof Dörpen
Die Gruppe „Bahnhof Dörpen“ hat die ID 35899293.

| Lage                                      | Bezeichnung    | Beschreibung | ID       | Bild           |
| ----------------------------------------- | -------------- | --- | -------- | -------------- |
| Am Bahnhof 52° 58′ 15″ N, 7° 21′ 14″ O    | Bahnwärterhaus | Eingeschossiger Backsteinbau mit Kniestock unter Satteldach, stichbogige Fensteröffnungen. Eingang an Traufseite.                                                        | 35904363 |                |
| Bahnhofstraße 52° 58′ 14″ N, 7° 21′ 15″ O | Güterschuppen  | Backsteinbau unter vorkragendem Satteldach. Auf den Traufseiten jeweils zwei stichbogige Schiebetore, davor Laderampen. Um 1870 an der Hannoverschen Westbahn errichtet. | 35904000 | Weitere Bilder |

### Einzelbaudenkmale
| Lage                                          | Bezeichnung                         | Beschreibung | ID       | Bild           |
| --------------------------------------------- | ----------------------------------- | --- | -------- | -------------- |
| Hauptstraße 75 52° 58′ 2″ N, 7° 20′ 16″ O     | Wohnhaus                            | Freistehender, eingeschossiger Backsteinbau unter traufständigem Satteldach. Sechsachsige Fassade mit stichbogigen Fenster- bzw. Türöffnungen (4. Achse), im Giebeldreieck zwei kleinere Fenster mit stichbogigen Stürzen. Baudekor in Form von Konsolfries an der Traufe, Zinnenfries am Giebel und Ecklisenen. Erbaut um 1900. | 35904111 | Weitere Bilder |
| Kirchstraße 52° 57′ 56″ N, 7° 19′ 19″ O       | St. Vitus                           | Saalkirche aus Backstein über kreuzförmigen Grundriss, 1794/1801 von Franziskanerpater Wenzeslaus Koch, Aschendorf, entworfen; im Langhaus Holzdecke mit imitierten Stuckmotiven von 1798. 1961/62 Erweiterung nach Westen und Anbau eines hohen Glockenturms an Südostecke mit offener Halle im EG unter Pyramidendach.         | 35903953 | Weitere Bilder |
| Ahlener Straße 52° 57′ 49″ N, 7° 19′ 21″ O    | Wegekapelle                         | 1919 errichtete Wegekapelle, Ziegelbau unter Satteldach, im Inneren Altar mit Marienfigur. | 35903910 | BW             |
| Ahlener Straße 52° 57′ 49″ N, 7° 19′ 21″ O    | Baumbestand                         | | 35904492 | BW             |
| Ahlener Straße 25 52° 57′ 49″ N, 7° 19′ 22″ O | Hofstelle Thieke (heute Heimathaus) | Gulfhaus von 1906; eingerückter eingeschossiger Wohnteil mit Drempel unter traufständigem Satteldach, Gliederung durch umlaufendes Gurtgesims und Konsolfries an Traufe und Ortgang. Mittiger Eingang an der fünfachsigen Traufseite. Innenkonstruktion des Wirtschaftsteils mit Hölzern in Zweitverwendung.                     | 35904163 | BW             |